# Bund der Strafvollzugsbediensteten Deutschlands
Bund der Strafvollzugsbediensteten Deutschlands e. V. (skrót: BSBD, pol. Związek Pracowników Więziennictwa Niemiec) – niemiecki związek zawodowy. Zrzesza ok. 80% wszystkich osób zatrudnionych w niemieckim więziennictwie.
BSBD należy do federacji DBB i bierze udział w negocjowaniu przez nią układów zbiorowych z pracodawcami publicznymi i ich organizacjami.